# Gnophos kendevazi
Gnophos kendevazi là một loài bướm đêm trong họ Geometridae.